# كانديلابرا باراكاس

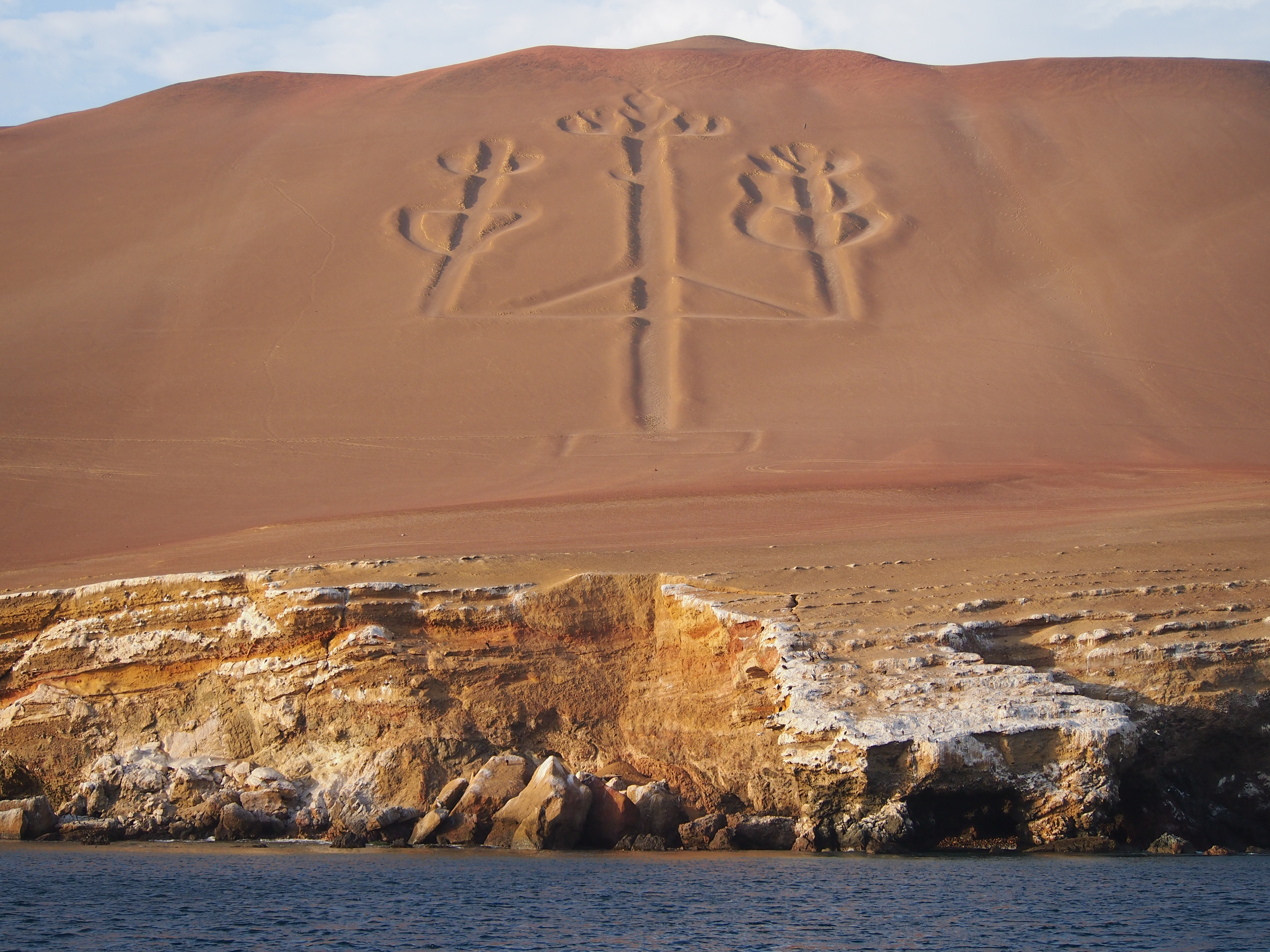
كانديلابرا باراكاس

كانديلابرا باراكاس في خليج بيسكو في بيرو، هو عبارة عن جيوغليف معروف من عصور ما قبل التاريخ موجود على الوجه الشمالي لشبه جزيرة باراكاس. الفخار الذي عثر عليه في مكان قريب كان عبارة عن كربون راديو يعود تاريخه إلى 200 قبل الميلاد.
نشأت مجموعة متنوعة من الأساطير الشعبية حول الجيوغليف: أنه رمز ماسوني؛ أو كعلامة يمكنهم مشاهدتها من البحر للوصول إلى اليابسة. قد يكون تمثيلًا رمزيًا للنبات المهلوس. يعتقد البعض أنها تمثل الفكرة المعروفة باسم شجرة العالم لأمريكا الوسطى.

## تاريخ
يرجع تاريخه إلى حوالي 200 قبل الميلاد. من المحتمل أن يكون هذا الفخار ملكًا لشعب باراكاس. من غير المعروف ما إذا كانوا قد قاموا ببناء الجيوغليف. الغرض من إنشاء الشمعدانات غير معروف أيضًا. يُعتقد على الأرجح أنه يمثل رمح ثلاثي الشعب، وهو قضيب صاعقة للإله فيراكوتشا. كان لفترة طويلة شخصية مهمة في أساطير السكان الأصليين في جميع أنحاء أمريكا الجنوبية.
1. 1 2 3  "Wiki Loves Monuments monuments database". 7 نوفمبر 2017.